# Mourad Kadi
Pour les articles homonymes, voir Kadi (homonymie).
Mourad Kadi (en arabe : مراد قاضي), né le 26 juin 1995 à Naciria, wilaya de Boumerdès en Algérie, est un boxeur algérien dans la catégorie +92 kg.

## Carrière
Mourad Kadi est issu d’une famille de sportifs de Naciria, en Algérie. Il découvre le monde de la boxe très jeune à Tizi Ouzou, où il a fait ses premiers ABC, sous la coupe de l’entraîneur Karim Kharoubi, qui a découvert ses bonnes dispositions de boxeur au club de Boukhalfa.
En 2017, il rejoint par la suite la section boxe du Mouloudia Club d'Alger, réputée en Algérie. Ayant effectué une progression fulgurante, plus aguerri et doté d’un bon physique, il a eu l’occasion de participer à plusieurs compétitions internationales.
Mourad Kadi est médaillé d'argent dans la catégorie des plus de 92 kg aux championnats d'Afrique de boxe amateur 2022 à Maputo et médaillé de bronze dans la même catégorie aux championnats d'Afrique de boxe amateur 2023 à Yaoundé.
Il est médaillé d'or dans cette catégorie aux Jeux Panarabes de 2023.
En 2024, il participe au Jeux olympiques d'été de 2024 de Paris, dont il sera le seul représentant du continent africain en +92 kg. Pour bien se préparer le boxeur algérien a effectué des préparations en Algérie, en Italie ainsi qu’à Tarbes (France), au sein du club de l’entraîneur Karim Aiouaz un ancien champion algérien,,. Le parcours des Jeux olympiques d'été de 2024 de Mourad s'arrêtera en huitièmes de finale, face au français Djamili-Dini Aboudou Moindze, par une victoire sur décision aux points contestée,.